# Денвер Наггетс
Денвер Наггетс (англ. Denver Nuggets) — американська професійна баскетбольна команда, розташована в місті Денвер, штат Колорадо. Є членом Північно-Західного дивізіону Західної конференції Національної баскетбольної асоціації (НБА). Команда була заснована як "Денвер Ларкс" в 1967 році як франшиза Американської баскетбольної асоціації (ABA), але до першого сезону змінила свою назву на "Рокетс". У 1974 році повторно змінила назву на "Наггетс". Після цієї зміни "Самородки" (так перекладається з англійської мови назва "Наггетс") зіграли за останній титул чемпіона АБА в 1976 році, програвши "Нью-Йорк Нетс".
Команда мала кілька періодів успіху, проходячи кваліфікацію до плей-оф АБА протягом усіх сезонів з 1967 по 1976 роки, в останньому вона програла у фіналі. Команда приєдналася до НБА у 1976 році після злиття АБА з НБА та проходила кваліфікацію до плей-оф НБА у дев'яти сезонах поспіль у 1980 роках та десяти сезонах поспіль з 2004 по 2013 роки. "Наггетс" не виступали в фінальних іграх з 1976 по 2023 рік, вони останніми з чотирьох колишніх команд АБА, що досі лишаються в НБА, вийшли у її фінал. Домашні ігри "Наггетс" проводять у "Пепсі центрі", який вони ділять з "Колорадо Аваланч" з Національної хокейної ліги (НХЛ) та "Колорадо Мамут" з Національної ліги лакросів (НЛЛ).

## Історія франшизи

### Оригінальні "Наггетс"
Оригінальна команда "Денвер Наггетс" була заснована в Національній баскетбольній лізі (НБЛ) перед сезоном 1948–49. Після цього сезону НБЛ об'єднався з Баскетбольною асоціацією Америки (БАА), а нещодавно об'єднана організація дістала назву Національна баскетбольна асоціація. "Денвер Наггетс" зіграли сезон 1949-50 як одна з команд НБА перед своїм розформуванням. Результати та статистика цієї франшизи залишаються відокремленими від сучасних "Самородків".
Пізніше, в 1967 р, одну із франшиз Американської баскетбольної асоціації (АБА) отримала група з Канзас-Сіті, штат Міссурі, очолювана південно-каліфорнійським бізнесменом Джеймсом Тріндлом. Однак Тріндл не зміг знайти підходящу арену в районі Канзас-Сіті. Комісіонер ліги Джордж Майкен запропонував перенести команду до Денвера. Погодившись назвати представника Денвера і колишнього гравця НБА Вінса Борилу генеральним менеджером, Тріндл переніс туди свою команду та назвав її "Денвер Ларкс" (англ. "жайворонки"), на честь птаха штату Колорадо. Група Тріндла була сильно недокапіталізована, що призвело до того, що Майкен наказав «Жайворонкам» розмістити 100 000 доларів США як гарантійну заставу, або ж франшиза буде втрачена. За кілька годин до встановленого терміну Тріндл продав ⅔ контрольного пакету акцій автотранспортному магнату Денвера Біллу Рінгсбі за 350 000 доларів. Потім Рінгсбі перейменував команду на "Рокетс", на честь вантажівок далекого слідування, що вироблялись його компанією.

### 1969–1976: роки в АБА
Граючи на "Денвер Аудіторіум Арена", "Рокетс" одразу почали здобувати успіх на майданчику, розвиваючи за рахунок цього сильну фанатську базу. Однак команда мала історію ранніх вильотів з плей-оф і не змогла зіграти в серії чемпіонатів АБА.
На початку у Денвера був гарний склад, очолюваний Байроном Беком та Ларрі Джонсом, потім - тим же Беком та Ральфом Сімпсоном. Лонні Райт з «Денвер Бронкос» Американської футбольної ліги підписав контракт з «Ракетами» протягом їхнього дебютного сезону і став першим гравцем, який грав у професійні футбол та баскетбол в одному сезоні. Райт зіграв чотири сезони за «Денвер». Суперечливий новачок Спенсер Гейвуд приєднався до команди протягом сезону 1969–70. Він був одним з перших гравців, які стали професіоналами до закінчення коледжу, і НБА спочатку не дозволила йому грати в лізі. Спенсер набирав в середньому майже 30 очок і 19,5 підбирань за гру в своєму єдиному сезоні АБА, будучи визнаним АБА MVP, новачком року АБА, а також був обраний MVP на Матчі усіх зірок. Команда закінчила сезон з різницею 51–33, вигравши в своєму дивізіоні, проте вилетіла з плей-оф за результатами 2-го раунду.
Перед початком сезону 1970–71 Гейвуд підписав контракт із «Сіетл Суперсонікс», перейшовши до НБА. Показники команди знизились до різниці 30–54, і відвідуваність матчів впала.

#### Перейменування на "Денвер Наггетс"
Рінгсбі продав команду бізнесменам із Сан-Дієго Франку Голдбергу та Баду Фішеру в 1972 році. У 1974 році, в очікуванні переходу до НБА та на нову арену Мак-Ніколс, франшиза провела конкурс на вибір нового прізвиська команди, оскільки "Рокетс" вже використовувалось Х'юстоном. Виграла назва "Наггетс" на честь оригінальної команди з Денвера, що існувала з 1948 по 1950 та була франшизою НБА у свій останній рік існування. Їх новим логотипом став гірник, який "видобував" м'яч АБА. У свою чергу власники Голдберг і Фішер продали команду місцевій інвестиційній групі в 1976 році.
Після драфту та підписання майбутнього члена Залу Слави НБА Девіда Томпсона з штату Північна Кароліна та Марвіна Вебстера, а також придбання Дена Іссла та Боббі Джонса, з Ларрі Брауном як головним тренером, команда провела найкращі сезони в історії команди за перші два роки під новою назвою «Наггетс». Граючи на «Денвер Аудіторіум Арена» протягом останнього сезону 1974–75, команда пройшла його з результатом 65–16, у тому числі маючи різницю 40–2 вдома. Однак все одно не вдалося уникнути швидкого вильоту з плей-оф.
У 1975–76 роках, граючи на своїй новій арені, "Самородки" вперше перемогли діючого чемпіона "Кентуккі Колонелс" в серії плей-оф з різницею 4-3,та пройшли у фінал АБА 1976 року. Проте там вони програли «Нью-Йорк Нетс» з Джуліусом Ірвінгом. Команда не отримала другого шансу виграти чемпіонат АБА, оскільки після сезону 1975–76 відбулося поглинання асоціації НБА. "Наггетс", "Нетс", "Пейсерз" і "Сперс" були долучені до НБА. "Спірітс оф Сент-Луїс" та "Кентуккі Колонелс" були розформовані.

### 1976–1982: Перші роки в НБА
"Наггетс" та "Нетс" фактично подали заявку на вступ до НБА у 1975 році, але за рішенням суду були змушені залишитися в АБА. "Самородки" продовжили свою сильну гру в перших сезонах у НБА, вигравши два титули дивізіону у перші два роки в лізі, та трохи не здобули третій, маючи відставання від переможця лише на одну гру. Однак жоден з цих разів команда в кінцевому підсумку не мала успіху в постсезоні. Подібно до інших нових франшиз НБА, "Наггетс" мали чимало фінансових проблем, включаючи вступний внесок у розмірі 2 мільйони доларів. Ред МакКомбс придбав команду в 1978 році.
У 1979 році Ларрі Браун залишив команду, через що результати команди на деякий час погіршились. Це закінчилося в 1981 році, коли франшиза запросила Дага Мо на роль головного тренера. Мо приніс із собою філософію "рухливого нападу" (англ. motion offense), стилю гри, що базувався на спробах рухати м'яч, поки хтось не відкрився. Мо також був відомий тим, що не приділяв обороні стільки уваги, скільки його колеги. Ця філософія допомогла команді стати високо конкурентоспроможною. Протягом 1980-х років "Наггетс" часто набирали понад 115 очок за гру, а протягом сезону 1981–82 років вони набирали щонайменше 100 очок у кожній грі. Ця рекордна серія тривала 136 ігор поспіль. Протягом сезону 1981–82 "Самородки" встановили рекорд ліги за кількістю очок за гру в середньому – 126,5.

### 1982–1989: Період Алекса Інгліша
"Денвер", маючи у складі "машини з набору очок" Алекса Інгліша та Кікі Вандевея на обох позиціях форвардів, та Дена Іссла у центрі, очолював лігу по набраним очкам за гру, при середніх показниках перших двох у 25 очок за гру. Це була нова стратегія, що дозволила "Наггетс" очолити Середньозахідний дивізіон і претендувати на плей-оф протягом цього періоду. (13 грудня 1983 року "Денвер" та гості "Детройт Пістонс" встановили рекорд НБА, набравши за гру загалом 370 очок при виграші "Детройта" у третьому овертаймі із загальним рахунком 186-184). В кінці сезону Інгліш отримав титул найкращого бомбардира НБА, ставши єдиним гравцем "Самородків", що виграв цю нагороду, незважаючи на атакувальну стратегію Дага Мо. У 1984–85 роках вони потрапили у фінал Західної конференції, будучи багаторічними претендентами на це, але там програли в 5 іграх "Лос-Анджелес Лейкерс".
Вандевей був обміняний перед сезоном 1984–85 у "Портленд Трейл-Блейзерс" на захисника з розвиненим вмінням пібирань Фета Лівера, низькорослого форварда Келвіна Нетта та центрового Вейна Купера. Очолювана Алексом Інглішем та підсилена згаданими трьома новачками, а також спеціалістами у грі в обороні Біллом Ганзліком та Ті Ар Данном, команда повторила свій успіх у Західній конференції, незважаючи на втрату Вандевея. Їм навіть вдалося виграти 54 гри в сезоні 1987–88, що стало рекордом франшизи в НБА. Однак "Маверікс" вибили "Наггетс" у другому раунді плей-оф НБА 1988 року. МакКомбс продав команду бізнесмену Сідні Шленкеру в 1985 році. Шленкер, у свою чергу, продав команду телекомунікаційній компанії COMSAT у 1989 році.

### 1989–1991: Період занепаду
Мо покинув команду в 1990 році, і його замінив Пол Вестхед. ВІн також вірив у стиль гри "біжи і стріляй" і дав зелене світло таким гравцям, як Майкл Адамс і Кріс Джексон, які підсвічували табло очок за лічені секунди володіння м'ячем.
Однак Вестхед піклувався про захист ще менше, ніж Мо. Як результат, "Самородки" так швидко втрачали перевагу в очках, що навіть їх плідний напад не міг перекрити це. Вони закінчили сезон 1990–91 з найгіршою різницею, незважаючи на встановлення багатьох рекордів за набраними очками. Багато спортивних журналістів як образливе прізвисько називали команду «Енвер Наггетс» (англ. "Enver Nuggets", відкинувши букву "D" через відсутність у команди оборони (англ. Defense)).

### 1991–1996: Ера Дікембе Мутомбо
Денвер зробив позитивний крок у перебудові, обравши на Драфті НБА 1991 року центрового Університету Джорджтауна Дікембе Мутомбо. Він фінішував на другому місці після Ларрі Джонсона у голосуванні за Новачка року НБА цього сезону. Денвер закінчив сезон з результатом 24–58.
«Денвер» звільнив Вестхеда перед початком сезону 1992–93 років і найняв свого колишнього зіркового гравця Дена Іссла як його наступника. Того року «Самородки» отримали два лотерейні піки на драфті й обрали форварда Університету Нотр-Дам Лафонсо Елліса та захисника Університету Вірджинії Брайанта Стіта. Цього сезону «Наггетс» покращили свою різницю до 36–46, трохи не дотягнувши до місця в плей-оф.
"Денвер" відмовився від своїх веселкових кольорів на користь темно-синього, золотого та винного, починаючи з сезону 1993–94. На чолі з Мутомбо, Махмудом Абдул-Рауфом (який перед сезоном змінив ім'я з Кріса Джексона) та Еллісом, вони оформили свій перший виграшний сезон з часів Дага Мо з різницею 42–40. "Денвер" зайняв 8 місце в плей-оф Західної конференції, отримавши право зіграти з 1 місцем, яке займали "Сіетл Суперсонікс". "Наггетс" були явним аутсайдером у цій парі, маючи лише кілька гравців у своєму складі з фактичним досвідом ігор плей-оф НБА. Після програшу перших двох ігор із п’яти у Сіетлі серія переїхала до Денвера. "Самородки" виграли обидві гри вдома і зрівняли рахунок у серії. Команда увійшла в історію НБА у п'ятій грі, засмутивши Сіетл в овертаймі 98–94. "Наггетс" стали першою командою з 8 посівом, що перемогла 1-у команду сітки в історії плей-оф асоціації. "Денвер" майже повторив цей подвиг, але таки поступився "Юті Джаз" у сьомій грі другого раунду.
"Самородки" придбали снайпера "Сонікс" Дейла Елліса в міжсезоння та обрали на Драфті захисника Університету Мічигану Джейлена Роуза. "Денвер" мав кризовий період у грі, в результаті чого після частини сезону у відставку був відправлений головний тренер Іссл. Помічник тренера Джин Літтлз на короткий період взяв під свій контроль команду перед тим, як його змінив генеральний менеджер команди Берні Бікерстафф. "Наггетс" відновились і знову зайняли 8-е місце, потрапивши до плей-оф, закінчивши сезон з різницею 41–41. "Самородки" були "свіпнуті" з рахунком 3-0 "Сан-Антоніо Сперс" у першому раунді плей-оф того сезону.
Після цього сезону "Денвер" придбав Антоніо Макдаєсса в рамках обміну в день Драфту з "Лос-Анджелес Кліпперс". Макдаєсс був обличчям франшизи протягом наступних кількох років, оскільки Мутомбо залишив команду після сезону 1995–96, перейшовши до "Атланти Гокс", Елліс пропустив більшість наступних сезонів через періодичні травми колін і ніг, Роуз був обміняний в "Індіану Пейсерз" на Марка Джексона, а Абдул-Рауфа обміняли в "Сакраменто Кінгз" перед сезоном 1996–97.

### 1996–2003: Ще один період занепаду
Закінчивши сезон 1996–97 з четвертим найгіршим результатом у лізі (21–61), "Наггетс" відправили Антоніо Макдаєсса до “Фінікс Санз”, а Дейл Елліс повернувся до "Сіетла". "Денвер" загравав з історією в сезоні 1997–98, практично встановивши показник найменшої кількості перемог у 82 іграх (11). Вони майже зрівнялись із найгіршою на той час в НБА серією програшів в одному сезоні у 23 гри поспіль, що стало лише на одну гру менше за найгіршу відмітку тих часів у 24 гри, яка була "підкорена" "Клівленд Кавальєрс" на початку 1980-х. Пізніше даний антирекорд був "побитий" тими ж "Кавальєрс" у 2011 та повторений "Філадельфією Севенті-Сіксерс" у 2014 роках, і нині складає 26 поразок поспіль. Кілька років потому "Наггетс" повторили свій найгірший результат у НБА у сезоні 2002–03, знову поділивши це місце з "Кавальєрс".

#### Нові власники
Страждання команди наприкінці 1990-х років були частково пов'язані з нестабільністю власників. COMSAT придбав команду "Квебек Нордікс" у НХЛ у 1995 році та перемістив їх до Денвера як "Колорадо Аваланч". Однак їхня диверсифікація у спортивну галузь виснажувала компанію. Зокрема, перевитрата коштів, пов’язані з будівництвом Пепсі центру, занепокоїла акціонерів. Нарешті, в 1997 році COMSAT досягли принципової згоди продати Ascent Entertainment Group, підрозділ корпорації зі спортивних активів, компанії Liberty Media. Однак Liberty на той час не цікавились спортивною власністю (хоча з тих пір вони придбали "Атланта Брейвз"), і угода залежала від того, чи Ascent продадуть "Аваланч" та "Наггетс".
Після майже двох років Ascent продали "Аваланч" та "Наггетс" спадкоємцям Walmart Біллу та Ненсі Лорі за 400 мільйонів доларів. Однак група акціонерів Ascent подала позов до суду, стверджуючи, що ціна продажу була занизькою. Тоді Ascent погодився продати свої спортивні активи банківському магнату Денвера Дональду Штурму за 461 мільйон доларів.
Однак нова проблема виникла, коли місто Денвер відмовилося передати земельну ділянку, на якій стояв Пепсі-центр, поки Штурм не пообіцяє залишити "Аваланч" та "Наггетс" в Денвері принаймні на 25 років. Штурм купив команди на своє ім'я, і місто хотіло захистити платників податків у випадку, якщо Штурм або помре, або продасть команди. Хоча він був готовий взяти на себе довгострокові зобов'язання перед містом, проте не бажав нести відповідальність у випадку своєї смерті або продажу активів. Після того, як переговори провалилися, Liberty Media придбала Ascent Entertainment Group, але зберегла обидві спортивні команди. Тим часом Іссл повернувся головним тренером у 1999 році, але затяжні переговори про власність ускладнили для нього відновлення команди. Перед початком сезону 1999–2000 років він сказав журналістам, що кілька кадрових змін він просто не міг зробити через нестабільну ситуацію з власністю (оскільки всі рішення щодо баскетболу вимагали схвалення як Ascent/Liberty, так і Штурма).
Нарешті, у липні 2000 року "Аваланч", "Наггетс" та "Пепсі-центр" придбав підприємець в галузі нерухомості Стен Кронке за угодою у 450 мільйонів доларів. Кронке - свояк Білла Лорі; його дружина Енн - сестра Ненсі Лорі. Liberty зберегла 6,5% відсотків акцій команд за собою. В рамках угоди Кронке передав команди у траст, який забезпечує перебування команд у Денвері щонайменше до 2025 року. Після угоди Кронке організував свої спортивні активи під егідою Kroenke Sports Enterprises.

### 2003–2013: Ера Джорджа Карла

#### 2003–2006: Прибуття Кармело Ентоні

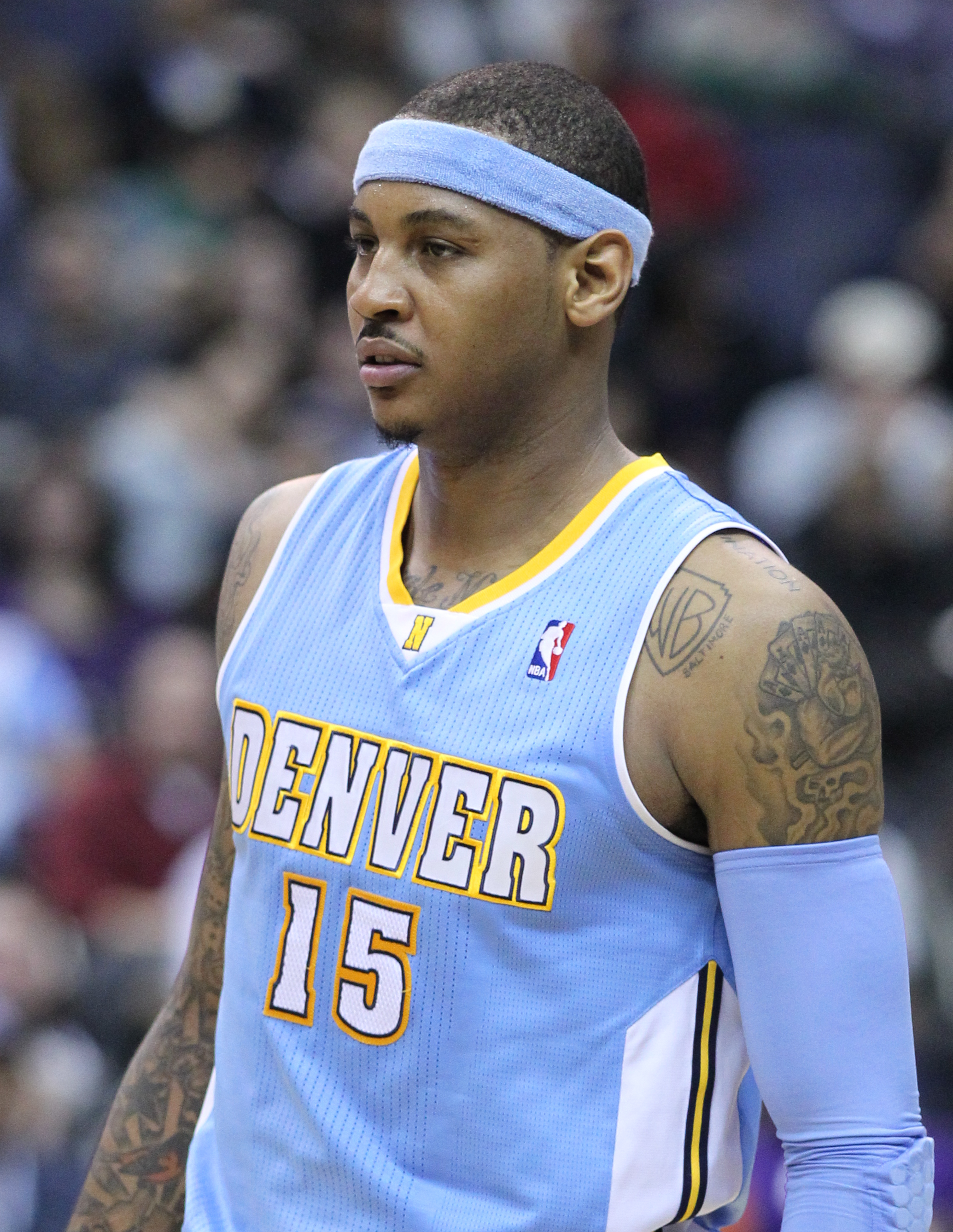
"Денвер" обрав Кармело Ентоні під 3-м загальним піком на Драфті НБА 2003 року

У 2003 році "Самородки" обрали майбутню зірку Кармело Ентоні під третім загальним піком на Драфті НБА 2003 року. Того ж року команда також оновила свої логотипи та форму новою кольоровою гамою блакитного, золотого та королівського синього кольорів; останній був змінений на темно-синій у 2008 році. Всього за два місяці сезону "Наггетс" здобули більше перемог, ніж за 5,5 місяців гри у сезоні 2002–03. Значною мірою причиною цього неймовірного повороту стали ходи фронт-офісу під керівництвом генерального менеджера Кікі Вандевея, колишнього гравця команди, який вступив на цю посаду 9 серпня 2001 року. У квітні "Самородки" стали першою франшизою в історії НБА, яка кваліфікувалась у постсезон після попередньої кампанії з менш ніж 20-ма виграшами, з часу переходу НБА на регулярні чемпіонати із 82 ігор. Вони були биті у першому раунді плей-оф з рахунком в серії 4-1 командою "Міннесота Тімбервулвз".
28 грудня 2004 року головного тренера Джеффа Бзделіка звільнили з організації та замінили тимчасовим тренером, колишнім гравцем «Лос-Анджелес Лейкерс» та головним тренером «Лос-Анджелес Спаркс» Майклом Купером. Пізніше «Самородки» найняли Джорджа Карла як постійного наставника. Він здобув з командою результат 32–8 у другій половині регулярного сезону, та вивів команду в плей-оф, що сталось із нею вже вдруге поспіль.
Однак у плей-оф "Наггетс" не змогли вистояти у двобої з "Сан-Антоніо Сперс". Після перемоги в першій грі в Сан-Антоніо, "Самородки" програли наступні чотири гри та серію загалом з результатом 4–1. "Наггетс" обирали 20-ми на Драфті НБА 2005 року; це право було отримано від "Вашингтон Візардс" через "Орландо Меджик". Денвер вибрав Джуліуса Ходжа під цим номером. Вони мали права і на 22-й загальний пік драфту, обравши Джарретта Джека, але відправили його в "Портленд Трейл-Блейзерс" за права на 27-й пік Портленда Лінаса Клейзу.
У 2005–2006 роках клуб вперше за 18 років виграв титул Північно-Західного дивізіону. Це поставило команду на третю позицію у плей-оф Західної конференції. "Наггетс" грали з "Лос-Анджелес Кліпперс", які, незважаючи на 6-й посів, мали кращі результати у регулярному сезоні. Як результат, "Кліпперс" отримали перевагу домашнього майданчика. Вони перемогли "Денвер" у 5 іграх. Незабаром після цього "Самородки" оголосили, що контракт генерального директора Кікі Вандевея не буде продовжено. Його замінив Марк Варкентьєн.
18 грудня 2006 року віце-капітан команди Кармело Ентоні, атакуючий захисник Джей Ар Сміт та важкий форвард Нене були дискваліфіковані НБА (на 15, 10 та одну гру відповідно) за бійку, яка сталась протягом останніх двох хвилин гри проти "Нью-Йорк Нікс" двома днями раніше. Бійка була спровокована новачком "Нікс" Марді Коллінзом, коли він жорстко зупинив Джей Ар Сміта під час швидкого відриву останнього. За словами Ентоні, тренер "Нікс" Айзея Томас попередив його, щоб він не входив у "фарбу" незадовго до жорсткого фолу.

#### 2006–2008: Ентоні та Айверсон

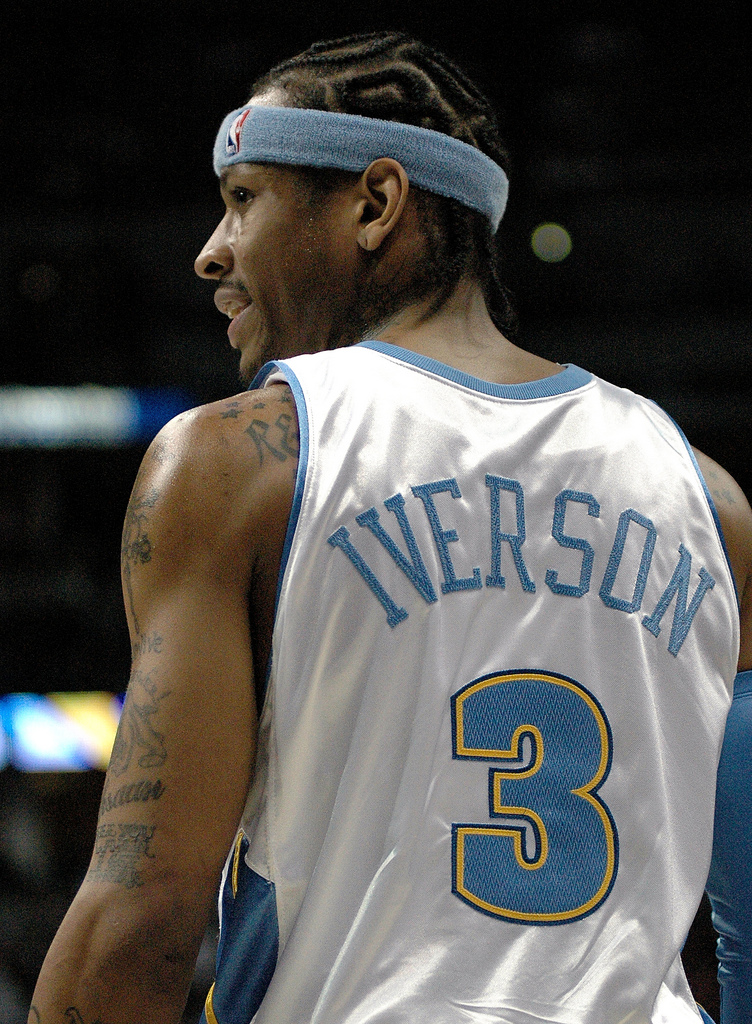
Аллен Айверсон допоміг команді здобути результат в 50 перемог за сезон вперше з 1988 року

19 грудня 2006 року "Наггетс" обміняли Джо Сміта, Андре Міллера та два піки першого раунду драфту НБА 2007 року до "Філадельфії Севенті-Сіксерс" на Івана Макфарліна та суперзірку Аллена Айверсона (Макфарлін був відрахований відразу після схвалення угоди). Ці ходи дали "Самородкам" можливість зібрати в команді двох найкращих бомбардирів в лізі на той момент (Ентоні та Айверсона), котрі на час обміну набирали понад 30 очок за гру в середньому кожен. 11 січня 2007 року Ерл Бойкінс, Джуліус Ходж та грошова компенсація були відправлені в "Мілвокі Бакс" в обмін на розігруючого захисника Стіва Блейка. З Айверсоном у складі багато хто вважав "Наггетс" одним з фаворитів на Заході. Однак командна хімія мала проблеми, і вони завершила сезон на 6-му місці, що вивело їх у першому раунді постсезону на "Сан-Антоніо Сперс". "Самородки" перемогли у першій грі та знівелювали перевагу домашнього майданчика у "Шпор". Однак, як це вже сталося в плей-оф 2005 року, "Сперс" виграли наступні чотири, і "Наггетс" вибули в першому раунді в п'яти іграх четвертий рік поспіль.
16 березня 2008 року "Самородки" набрали 168 очок в домашній перемозі над "Сіетл Суперсонікс" з рахунком 168-111. Це була третя за кількістю набраних очок гра регулярного сезону в історії НБА ("Наггетс" та "Пістонс" утримують рекорд в цьому показнику, маючи на двох 370 набраних очок в одному матчі).
Команда завершила сезон 2007–08 рівно з 50-ма перемогами після домашнього успіху з "Мемфіс Гріззліс" 120–111 в останній грі чемпіонату, закінчивши першу його половину з різницею 25–16 (загальна різниця 50–32, що стало повтором третього найкращого результату "Самородків" усіх часів, оскільки команда офіційно вступила до НБА у 1976 р.). Вперше з сезону НБА 1987–88 років "Наггетс" завершили регулярний чемпіонат із щонайменше 50-ма перемогами. Денвер опинився під 8-м посівом у Західній конференції плей-оф НБА 2008 року, і їх 50 перемог стали найвищою цифрою перемог у 8-го місця в історії НБА. Це також означало, що вперше в історії НБА всі 8 команд плей-оф конференції мали щонайменше 50 перемог в активі. У першому раунді "Самородки" зіткнулися з першими сіяними "Лос-Анджелес Лейкерс" (57-25). Сім перемог, що розділяли загальні результати в "регулярці" "Наггетс" і "Лейкерс" стали найменшим розривом між восьмим та першим місцями з часу переходу НБА на формат плей-оф з 16-ти команд у сезоні 1983–84. Однак "Лейкерс" перемогли їх у чотирьох іграх, і вдруге в історії НБА сталось так, що команда з 50 перемогами у сезоні вилетіла у серії першого раунду після чотирьох матчів в серії плей-оф до 4 перемог. Це була п'ятий виліт "Денвера" поспіль у першому раунді постсезону.

#### 2008–2011: Ентоні та Біллапс
16 липня 2008 року, наприкінці сезону 2007–08 НБА, "Наггетс" обміняв колишнього Найкращого захисного гравця НБА Маркуса Кембі в "Лос-Анджелес Кліпперс" на пік другого раунду Драфту (який згодом обміняли в "Нью-Йорк Нікс" на Ренальдо Балкмана). Цей обмін мав на меті зменшити навантаження на зарплатну відомість "Самородків".
3 листопада 2008 року захисника Аллена Айверсона обміняли в "Детройт Пістонс" на Чонсі Біллапса, Антоніо Макдаєсса та Шейха Самба (частина виключення з угоди по Маркусу Кембі була використана для того, щоб ця угода відбулась). 10 листопада 2008 року Макдаєса відрахували з команди, і він незабаром повернувся до Детройта.

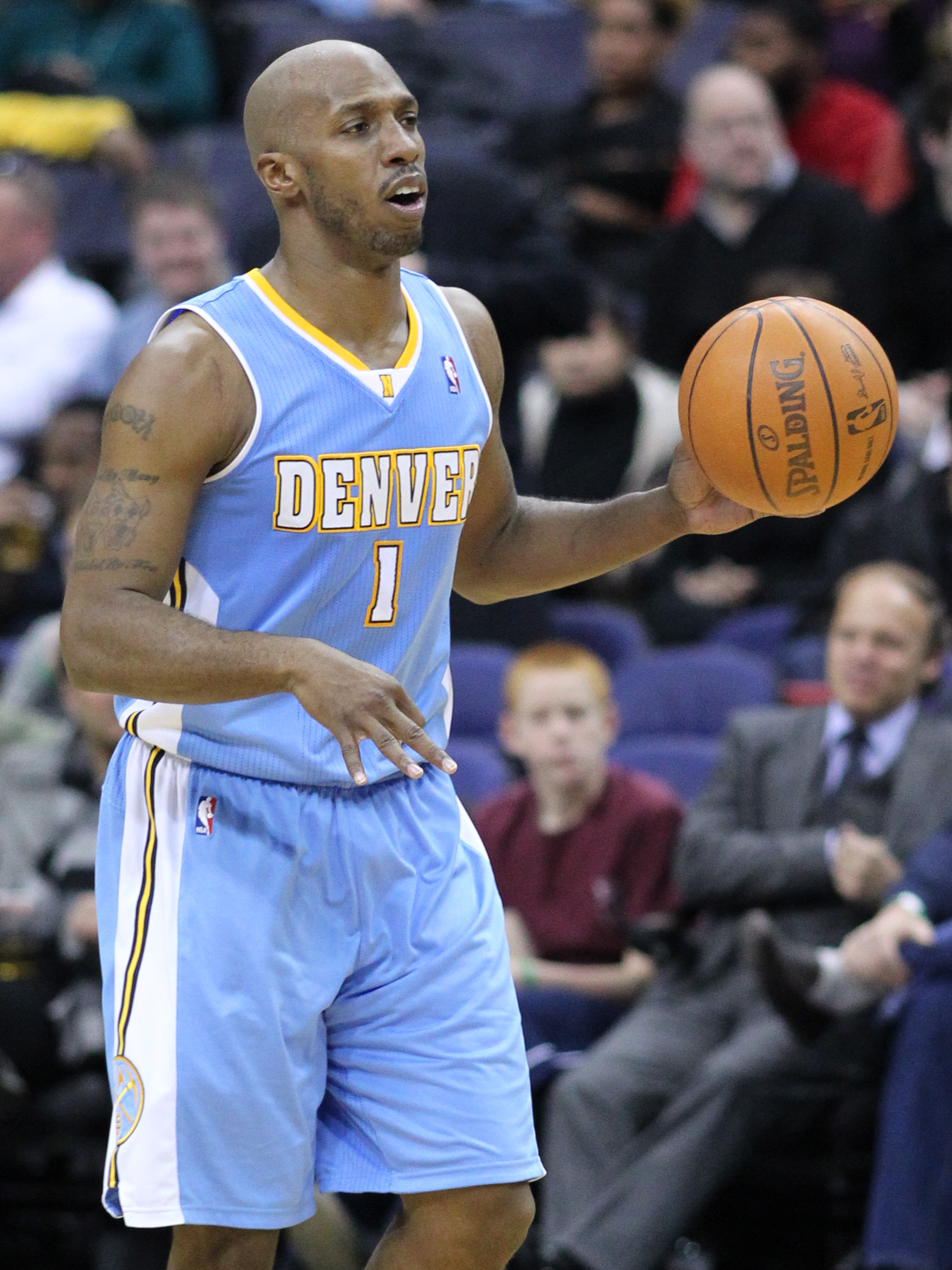
Чонсі Біллапс, який поповнив команду в 2008 році, допоміг дуету Джордж Карл/Кармело Ентоні виграти їхню першу серію у плей-оф

З Ентоні, який набирав у середньому 22,8 очка, та Біллапсом, який мав у середньому 6,4 передачі за гру в сезоні 2008–09 НБА, "Наггетс" встановили велику кількість рекордів франшизи. Їхній результат 54–28 став найбільшою кількістю перемог за один сезон, здобутих франшизою з моменту їх вступу до НБА; старт 27–14 був також рекордним за перемогами у першій половині сезону. Це стало першим випадком в історії франшизи, коли команда провела два повні сезони поспіль з 50+ перемог у кожному. Більшу частину сезону вони очолювали Північно-Західний дивізіон, врешті-решт вигравши його та посівши 2 місце у Західній конференції, що стало найвищим місцем, яке команда коли-небудь посідала в посіві плей-оф. Генеральний менеджер Марк Варкентьєн виграв нагороду Менеджер року НБА за здобутки у вдосконаленні "Самородків". Вони впевнено виграли першу гру плей-оф у "Нью Орлінс Горнетс", вперше маючи перевагу домашнього майданчика з 1988 року, а також перемога в 29 очок стала найбільшою серед команд у першій грі першого туру плей-оф НБА 2009 року. Чонсі Біллапс встановив рекорд франшизи "Наггетс" із найбільшої кількості влучних триочкових кидків у одній грі плей-оф (8), а загалом його 19 влучних триочкових стали рекордом "Самородків" із влучань "з-за дуги" в одній серії матчів плей-оф. Вони перемогли "Шершнів" у 5 іграх, включаючи 58-очкову перемогу в четвертій грі, яка стала поєдинком з найбільшим розривом у рахунку в історії плей-оф НБА. В наступному раунді були биті 6-ті сіяні "Даллас Маверікс" з рахунком у серії 4-1, що дозволило команді вперше з 1985 року кваліфікуватись до фіналу Західної конференції. Це також був перший випадок, коли "Наггетс" мали рахунок 3-0 у серіях до 4-х перемог. До цього моменту вони провели плей-оф НБА з найбільшою кількістю влучних триочкових кидків, та перемагали своїх опонентів у середньому з перевагою в 16 очок, утримуючи найбільший такий показник в перших 10 іграх в історії плей-оф НБА. Вони програли першу гру фіналу Західної конференції "Лос-Анджелес Лейкерс", але виграли другу гру і зробили рахунок в серії нічийним. Ентоні став першим гравцем "Денвера", який набирав щонайменше 30 очок у п'яти поспіль іграх плей-оф з часу вступу "Наггетс" до НБА в 1976 році. Вони програли серію 4-2, закінчивши найдовше в історії франшизи перебування в постсезоні.
На Драфті НБА 2009 року "Наггетс" обміняли пік першого раунду, отриманий від "Шарлотт Бобкетс", до "Міннесоти Тімбервулвз" за права на новачка Тая Лоусона, що був обраний під 18-м загальним номером. 13 липня 2009 року "Самородки" обміняли вибір другого раунду в "Детройт Пістонс" на Аррона Аффлало (частина виключення з угоди по Айверсону була використана для того, щоб ця угода відбулась) і Вальтера Шарпа. Аффлало замінив стартового захисника Дантея Джонса, який підписав контракт з "Індіана Пейсерз". Однак 10 серпня "Наггетс" втратили форварда Лінаса Клейзу, який підписав контракт з грецькою командою Олімпіакос.
У сезоні 2009–10 Ентоні в середньому здобував 28,2 очки, а Біллапс - найвищі в кар'єрі 19,6 очків за гру. У перших двох іграх сезону Ентоні набрав 71 очко, здобувши 30 очок у домашньому матчі-відкритті чемпіонату та 41 наступної ночі у перемогах із суперниками по дивізіону "Юта Джаз" та "Портленд Трейл-Блейзерс" відповідно. Ентоні став одним із двох гравців в історії "Наггетс", який відкрив сезон з понад 70-очковим доробком за дві гри (Алекс Інгліш теж мав таке досягнення). Це також був лише другий раз з 1987 року, коли "Самородки" розпочали сезон з різницею 2–0. Вони продовжили серію на 3–0, 4–0 і 5–0 вперше з 1985 року після перемог над "Мемфіс Ґріззліс", "Індіана Пейсерз" та "Нью-Джерсі Нетс" відповідно. Незважаючи на травми, які призвели до того, що всі троє капітанів - Кармело Ентоні, Чонсі Біллапс і Кеньон Мартін - пропустили загалом 46 матчів, а потім, у другій половині сезону, був відсутній головний тренер Джордж Карл, який пройшов курс лікування від раку шиї та горла, "Наггетс" все-таки змогли виграти 53 гри (третій сезон поспіль із 50+ перемогами, вперше в історії "Самородків") за сезон, що дозволило їм завоювати другий поспіль титул у Північно-Західному дивізіоні та фінішувати четвертими сіяними у плей-оф Західної конференції. Однак вони були переможені "Ютою Джаз" з різницею 4–2, що стало їх шостим вильотом у першому раунді плей-оф за 7 сезонів. У середньому в цьому постсезоні Ентоні набирав найвищі за кар’єру 30,7 очки за гру.
14 липня 2010 року "Наггетс" збільшили глибину своєї передньої зони, підписавши Ела Харінгтона. У міжсезоння 2010 року Масаї Уджирі замінив Марка Варкентьєна на посаді генерального директора, тоді як Джоша Кронке було призначено президентом команди.
Стен Кронке придбав повне право власності на тодішніх "Сент Луїс Ремз" з НФЛ у 2010 році. Оскільки НФЛ не дозволяє своїм власникам утримувати контроль над командами вищої ліги в інших містах НФЛ, Кронке до кінця передав повсякденний контроль над "Наггетс" та "Аваланч" Джошу Кронке 2010 року, а в 2015 році передав свою контрольну частку в обох командах дружині.

#### 2011–2012: Від'їзд Ентоні

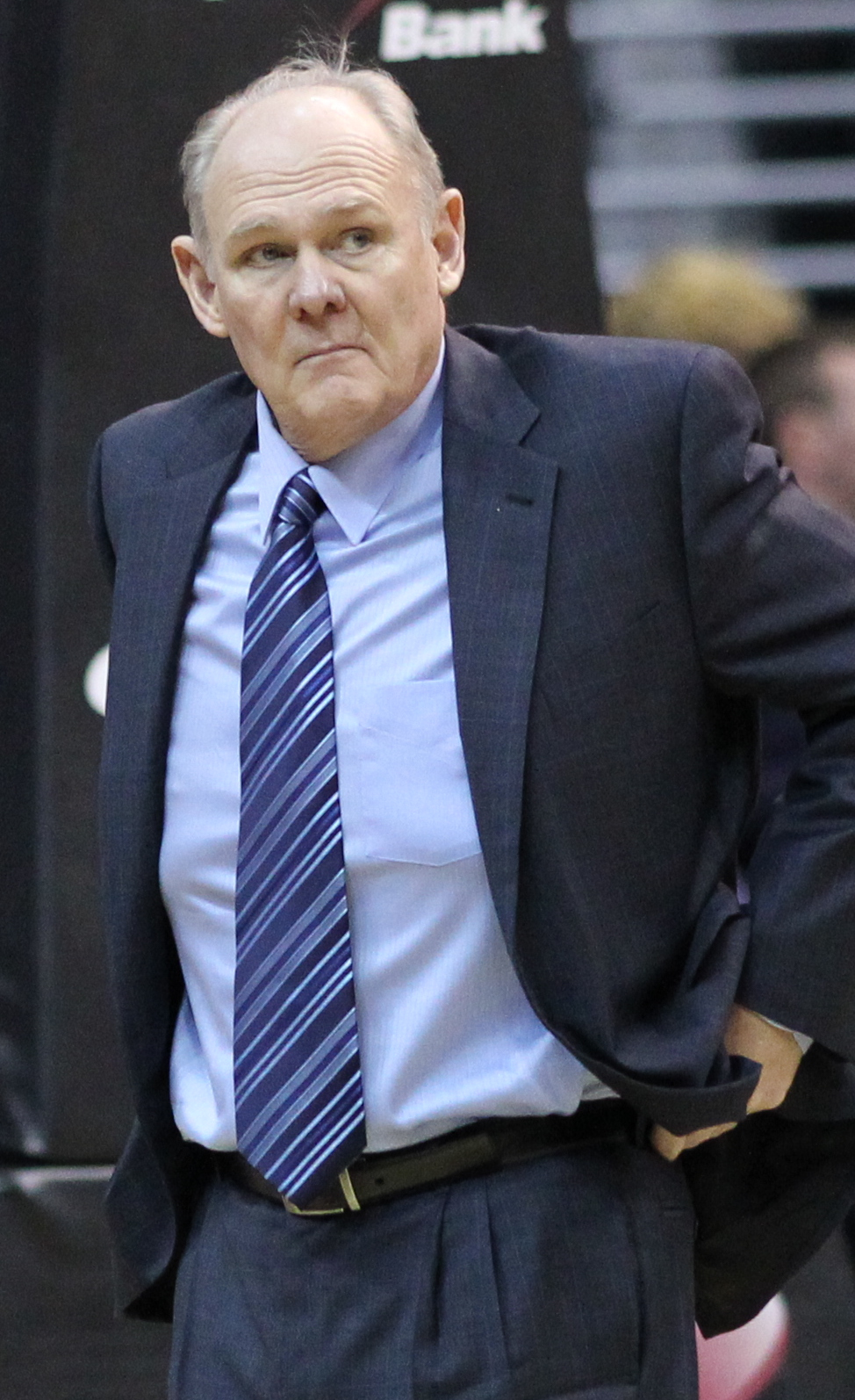
Джордж Карл був визнаний Тренером року НБА 2013, в його останньому сезоні у Денвері

22 лютого 2011 року, після місяців спекуляцій про те, що він хоче залишити "Наггетс", Кармело Ентоні був обміняний разом з Чонсі Біллапсом, Ентоні Картером, Шелденом Вільямсом і Ренальдо Балкманом у "Нью-Йорк Нікс" за угодою, що включала багато гравців, що включала також "Міннесота Тімбервулвз", від яких "Самородки" отримали Вілсона Чендлера, Реймонда Фелтона, Данило Галлінарі, Тімофєя Мозґова та Косту Куфоса. В день укладання угоди у "Наггетс" залишилося 9 гравців у грі проти "Мемфіс Ґріззліс", яку "Самородки" виграли 120–107, і по ходу зустрічі розрив сягав аж 27 очок. У заключні хвилини гри арена скандувала "Кому потрібен Мело?". Джордж Карл сказав після гри: "Наші хлопці, коли стикаються зі складною ситуацією, зазвичай грають на високому рівні. Ми завжди реагуємо на труднощі дуже позитивно". Однак обмін, як видавалось, лише покращив їх. Після нього "Наггетс" в середньому роздавали 24,1 результативних передач, демонструючи свою нову командну роботу. Захист також покращився, оскільки до обміну команда дозволяла суперникам набирати в середньому 105,2 очка за гру, а після цей показник зменшився до 97,1 очка за гру до кінця сезону. Незважаючи на докорінні зміни у франшизі через обмін, коли протягом усього сезону чергувались вісімнадцять різних стартових складів, Денвер закінчив сезон із 50 перемогами (четвертий поспіль сезон з 50-ма виграшами вперше в історії "Наггетс"), та став п’ятим сіяним у плей-оф Західної конференції. Вони зустрілися з "Оклахома-Сіті Тандер" у першому раунді плей-оф і програли 4-1 у серії.
У першому повному сезоні "Самородків" без Мело постійно демонстрував прогрес Даніло Галлінарі, який набирав 17 очок, 5,2 підбирань і 2,6 передачі в перших 25 іграх сезону, що призвело до найкращого старту "Наггетс" у перших 20-ти іграх. Але Галлінарі був змушений переривати свій найкращий сезон через травми щиколотки, великого пальця та зап'ястя. 15 березня 2012 року "Самородки" вирішили омолодити команду, обмінявши Нене, який грав попередні 9 сезонів за команду, до "Вашингтон Візардс" на Джавейла Макгі. У своїй першій грі як "Самородка" Макгі забив слем-данк, додавши після промаху Аррона Аффлало, що виявився виграшним для Денвера у грі з "Детройт Пістонс" 116–115. У двох фінальних іграх "Наггетс" у сезоні Макгі нарешті завоював загальну увагу, коли здобув 16 очок і 15 підбирань, та 21 очко і 14 підбирань в іграх серії плей-оф Денвера проти "Лос-Анджелес Лейкерс". Ці виступи допомогли "Самородкам" двічі повертатись із дефіциту в серії 2–0 та 3–1, але врешті-решт вони програли в сьомій грі 87–96.

#### 2012–2013: Концепт команди
10 серпня 2012 року "Денвер" взяв участь у обміні між чотирма командами, за умовами якого вони отримали зірку Андре Ігуодалу та відправили Аррона Аффлало з Елом Харінгтоном до "Орландо Меджик". Ця ж угода привела Двайта Говарда до "Лос-Анджелес Лейкерс". Після обміну Ігуодала написав у Твіттері "Я дуже радий приєднатися до "Денвер Наггетс" і знаю, що мій найкращий баскетбол попереду!". Незважаючи на програш у перших трьох іграх, "Наггетс" завершили сезон 2012–13 з найкращими показниками в історії франшизи 57–25 і з результатом 38–3 в Пепсі-центрі ("Вашингтон Візардс", "Маямі Гіт" та "Міннесота Тімбервулвз" були єдиними гостями, які здолали "Денвер" на домашньому майданчику протягом регулярного сезону). "Самородки" також зайняли 3-е місце в Західній конференції і зустрілись у першому раунді постсезону із "Голден Стейт Ворріорс". "Наггетс" виграли в першій грі 97–95 на своєму домашньому майданчику завдяки влучному кидку Андре Міллера на останніх секундах, але "Воїни" виграли наступні три ігри, поставивши "Самородків" на межу вибуття. "Денвер" виграв 5-ту гру вдома, але "Ворріорс" перемогли "Наггетс" у 6-й грі, вигравши 88-92 в Окленді. Це була 9-й виліт "Денвера" у першому раунді ігор на виліт за останні 10 сезонів та 8-й за час перебування Карла в команді. Хоча він і виграв цього року нагороду "Тренер року НБА" і протягом своєї каденції щороку виводив "Наггетс" у плей-оф, цього виявилось недостатньо, щоб утриматись в команді, і він був звільнений по завершенню сезону.

### 2013–2015: Період після Ентоні та перед Йокичем
Разом зі звільненням Карла "Денвер" пережив серйозний струс у фронт-офісі, коли володар нагороди "Менеджер року" Масаї Уджирі отримав посаду генерального менеджера в "Торонто Репторз", а віце-президент Піт Д'Алессандро, який розглядався як заміна Уджирі, перейшов на аналогічну посаду до "Сакраменто Кінгз". 21 червня 2013 року Тім Коннеллі був оголошений новим генеральним менеджером. На заміну Карлу "Наггетс" найняли помічника головного тренера "Індіани Пейсерз", колишнього гравця НБА Брайана Шоу. Андре Ігуодала був відправлений до «Голден Стейт Ворріорз» в рамках угоди, за якою вони отримали захисника Ренді Фоя з «Юта Джаз». «Самородки» також підписали центрового-форварда Джей Джея Гіксона, який раніше був у "Портленд Трейл Блейзерс" і захисника Нейта Робінсона, який грав за "Буллз" у сезоні 2012-13. Крім того, був придбаний Даррелла Артура з "Мемфіс Ґріззліс" та 55-й пік драфту Джоффрі Ловерна в обмін на Косту Куфоса. У важкому сезоні 2013–14 років, коли через численні травми ключові гравці пропустили значну частину сезону, "Наггетс" закінчили його із 36 перемогами, що стало найгіршим результатом за останні 11 років, і пропустили плей-оф.
Під час міжсезоння 2014 року "Наггетс" повернули Аррона Аффлало, якого вони обміняли на Евана Фурньє. "Самородки" також обміняли свій перший лотерейний пік (№11) з 2003 року в Чикаго на два пізніші піки першого раунду, які були використані для вибору Юсуфа Нуркича та Гері Гарріса. 3 березня 2015 року генеральний директор Тім Коннеллі оголосив про звільнення головного тренера "Наггетс" Брайана Шоу і призначення тимчасовим головним тренером Мелвіна Ханта.

### 2015–дотепер: Ера Мюррея та Йокича

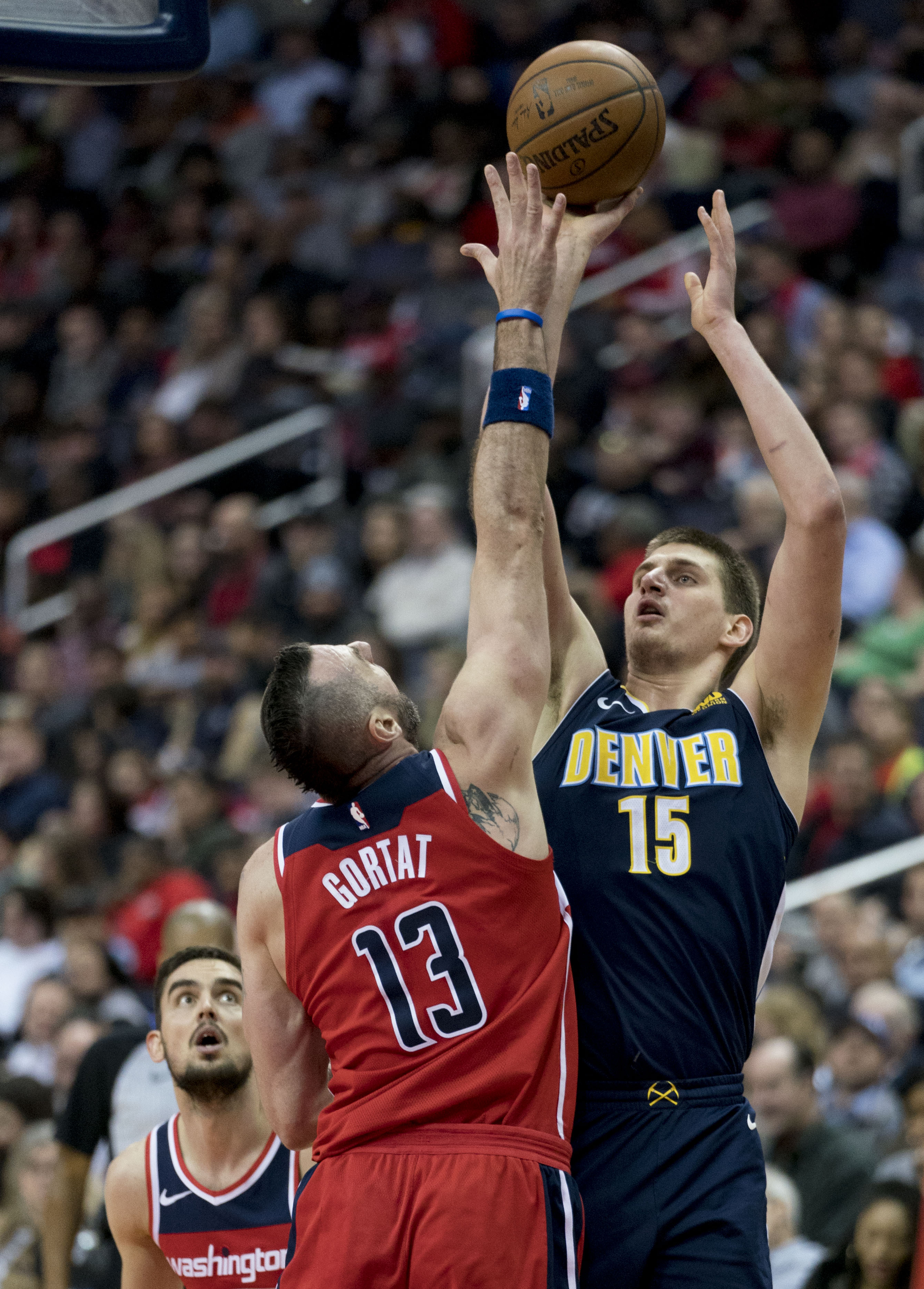
Нікола Йокич був обраний до Першої команди НБА 2018 року

15 червня 2015 року, після завершення сезону 2014–15 років, Майкла Мелоуна було призначено новим головним тренером "Денвер Наггетс". Вийшовши на Драфт НБА 2015 року з найнижчим піком (№7) з 2003 року, "Наггетс" обрали Еммануеля Мудіая, якого багато хто вважав найкращим розігруючим захисником драфту, що призвело до припущень, що поточний стартовий розігруючий Тай Лоусон буде обміняний. 14 липня 2015 року Лоусон був заарештований у Лос-Анджелесі за підозрою у керуванні транспортним засобом у стані алкогольного сп'яніння, що стало його другим таким порушенням за останні півроку. Через тиждень "Наггетс" обміняли Лоусона до "Рокетс" разом із піком другого раунду на Джої Дорсі, Ніка Джонсона, Костаса Папаніколау, Пабло Приджіоні (всі були відраховані) і пік першого раунду, який був використаний для вибору Хуана Ернангомеса.
Під керівництвом Майкла Мелоуна "Самородки" почали вдосконалюватися, в першу чергу покладаючись на молодих гравців Еммануеля Мудіая, Ніколу Йокича, Гері Гарріса, а згодом також на відновленого від травм Юсуфа Нуркича. 27 січня 2016 року було оголошено, що і Мудіай, і Йокіч візьмуть участь у Матчі висхідних зірок НБА. 18 лютого "Наггетс" оголосили, що вирішили обміняти атакуючого захисника-ветерана Ренді Фоя в "Оклахома-Сіті Тандер" на Ді Джей Огастіна, Стіва Новака та два піки другого раунду драфту. Через день від Джей Джей Гіксона та новоприбулого Новака відмовились.
На Драфті НБА 2016 року "Самородки" поповнили склад захисником Кентуккі Джамалом Мюрреєм, а також Хуаном Ернангомесом, Маліком Бізлі та Петром Корнелі. Тим часом 56-й пік був обміняний до "Оклахома-Сіті Тандер". 13 лютого 2017 року Нуркича обміняли разом із правами на пік першого раунду "Мемфіс Ґріззліс" 2017 року до "Портленд Трейл-Блейзерс" на Мейсона Пламлі, вибір другого раунду 2018 року та грошову компенсацію. Завдяки постійному вдосконаленню Ніколи Йокича, "Наггетс" суттєво покращили свою команду, і їм не вистачило лише однієї перемоги для виходу в плей-оф НБА 2017 року, з фінішем на 9-му місці в Західній конференції.
15 червня 2017 року "Самородки" офіційно підвищили Артураса Карнішоваса та Тіма Коннеллі до генерального менеджера команди та президента з баскетбольних операцій відповідно. На Драфті НБА 2017 року "Наггетс" обрали Тайлера Лайдона, Влатко Чанчара та Монте Морріса під 24-м, 49-м та 51-м піками відповідно. 2 грудня 2017 року "Самородки" вивели з обігу ігровий номер Фета Лівера під час перемоги над "Лос-Анджелес Лейкерс" з рахунком 115-100. Незважаючи на перший переможний сезон з 2013 року, вони пропустили плей-оф 2018 року вп’яте поспіль, програвши "Міннесоті Тімбервулвз" у ситуації "вигравай або йди додому" у фіналі регулярного сезону, що також закінчило 14-річну відсутність у плей-оф "Тімбервулвз". "Наггетс" фінішували 9-ми, на одну гру відставши від "Міннесоти".
На Драфті НБА 2018 року "Самородки" обрали Майкла Портера-молодшого та Джарреда Вандербільта. 31 січня 2019 року Йокич уперше отримав виклик на Матч усіх зірок НБА як резервіст Західної конференції, ставши першим "олл-стар" «Наггетс» з часів Кармело Ентоні в 2011 році. Вони завершили сезон 2018-19 з 54-ма перемогами, завоювавши титул у своєму дивізіоні і ставши другими в Західній конференції, і пройшли в плей-оф вперше з сезону 2012-13. У першому раунді "Наггетс" грали проти "Сан-Антоніо Сперс", вигравши серію у сьомій грі. Вони вибули з постсезону у другому раунді від "Портленд Трейл Блейзерз" також у 7 іграх. Третя гра другого раунду мала чотири овертайми, що стало повторенням рекорду 1953 року з найдовшої гри плей-оф НБА.
Після призупинення сезону НБА 2019–20 "Самородки" стали однією з 22-х команд, запрошених до "Бульбашки" НБА для участі у заключних 8 іграх регулярного сезону. Під головуванням Йокича та Мюррея команда стала першою в історії плей-оф НБА, яка двічі поспіль відігралась із дефіциту 3-1 в серії. У першому раунді вони перемогли Юту в 7 іграх з рекордним поєдинком за кількістю очок між Джамалом Мюрреєм та Донованом Мітчеллом. "Наггетс" повторили той самий подвиг проти Пола Джорджа та Кавая Леонарда з "Лос-Анджелес Кліпперс" у другому раунді, ставши єдиною командою в історії НБА, яка подолала декілька дефіцитів 3-1 за один постсезон. Команда намагалась втретє повернутись із відставання 3-1 в серії з "Лос-Анджелес Лейкерс" у фіналі Західної конференції, але їм це не вдалося, і колектив під орудою Леброна Джеймса та Ентоні Девіса пройшов далі, вигравши серію 4-1.

## Статистика
‘‘ В = Виграші, П = Програші, П% = Процент виграних матчів’’
| Сезон                | В    | П    | П%   | Плейоф                                                                                 | Результати                                                                            |
| -------------------- | ---- | ---- | ---- | -------------------------------------------------------------------------------------- | ------------------------------------------------------------------------------------- |
| Денвер Рокетс (АБА)  |      |      |      |                                                                                        |                                                                                       |
| 1967-68              | 45   | 33   | .577 | Програли в півфіналі дивізіону                                                         | Нью-Орлеан 3, Денвер 2                                                                |
| 1968-69              | 44   | 34   | .564 | Програли в півфіналі дивізіону                                                         | Окленд 4, Денвер 3                                                                    |
| 1969-70              | 51   | 33   | .607 | Виграли в півфіналі дивізіону Програли в фіналі дивізіону                              | Денвер 4, Вашингтон 3 Лос-Анджелес 4, Денвер 1                                        |
| 1970-71              | 30   | 54   | .357 | Програли в Дивізіон Тайбрайкер                                                         | Техас 115, Денвер 109                                                                 |
| 1971-72              | 34   | 50   | .405 | Програли в півфіналі дивізіону                                                         | Індіана 4, Денвер 3                                                                   |
| 1972-73              | 47   | 37   | .560 | Програли в півфіналі дивізіону                                                         | Індіана 4, Денвер 1                                                                   |
| 1973-74              | 37   | 47   | .440 | Програли в Дивізіон Тайбрайкер                                                         | Сан-Дієго 131, Денвер 111                                                             |
| Денвер Наггетс (АБА) |      |      |      |                                                                                        |                                                                                       |
| 1974-75              | 65   | 19   | .774 | Виграли в Дивізіон півфінали Програли в фіналі дивізіону                               | Денвер 4, Юта 2 Індіана 4, Денвер 3                                                   |
| 1975-76              | 60   | 24   | .714 | Виграли в півфіналі АБА Програли в Півфіналі АБА                                       | Денвер 4, Кентуккі 3 Нью-Йорк 4, Денвер 2                                             |
| Денвер Наггетс (НБА) |      |      |      |                                                                                        |                                                                                       |
| 1976-77              | 50   | 32   | .610 | Програли в півфіналі конференції                                                       | Портланд 4, Денвер 2                                                                  |
| 1977-78              | 48   | 34   | .585 | Виграли в півфіналі конференції Програли в фіналі конференції                          | Денвер 4, Мілвокі 3 Сіетл 4, Денвер 2                                                 |
| 1978-79              | 47   | 35   | .573 | Програли в першому раунді                                                              | Лос-Анджелес 2, Денвер 1                                                              |
| 1979-80              | 30   | 52   | .366 |                                                                                        |                                                                                       |
| 1980-81              | 37   | 45   | .451 |                                                                                        |                                                                                       |
| 1981-82              | 46   | 36   | .561 | Програли в першому раунді                                                              | Фінікс 2, Денвер 1                                                                    |
| 1982-83              | 45   | 37   | .549 | Виграли в першому раунді Програли в півфіналі конференції                              | Денвер 2, Фінікс 1 Сан-Антоніо 4, Денвер 1                                            |
| 1983-84              | 38   | 44   | .463 | Програли в першому раунді                                                              | Юта 3, Денвер 2                                                                       |
| 1984-85              | 52   | 30   | .634 | Виграли в першому раунді Виграли в півфіналі конференції Програли в фіналі конференції | Денвер 3, Сан-Антоніо 2 Денвер 4, Юта 1 Лос-Анджелес 4, Денвер 1                      |
| 1985-86              | 47   | 35   | .573 | Виграли в першому раунді Програли в півфіналі конференції                              | Денвер 3, Портланд 1 Х’юстон 4, Денвер 2                                              |
| 1986-87              | 37   | 45   | .451 | Програли в першому раунді                                                              | Лос-Анджелес 3, Денвер 0                                                              |
| 1987-88              | 54   | 28   | .659 | Виграли в першому раунді Програли в півфіналі конференції                              | Денвер 3, Сіетл 2 Даллас 4, Денвер 2                                                  |
| 1988-89              | 44   | 38   | .537 | Програли в першому раунді                                                              | Фінікс 3, Денвер 0                                                                    |
| 1989-90              | 43   | 39   | .524 | Програли в першому раунді                                                              | Сан-Антоніо 3, Денвер 0                                                               |
| 1990-91              | 20   | 62   | .244 |                                                                                        |                                                                                       |
| 1991-92              | 24   | 58   | .293 |                                                                                        |                                                                                       |
| 1992-93              | 36   | 46   | .439 |                                                                                        |                                                                                       |
| 1993-94              | 42   | 40   | .512 | Виграли в першому раунді Програли в півфіналі конференції                              | Денвер 3, Сіетл 2 Юта 4, Денвер 3                                                     |
| 1994-95              | 41   | 41   | .500 | Програли в першому раунді                                                              | Сан-Антоніо 3, Денвер 0                                                               |
| 1995-96              | 35   | 47   | .427 |                                                                                        |                                                                                       |
| 1996-97              | 21   | 61   | .256 |                                                                                        |                                                                                       |
| 1997-98              | 11   | 71   | .134 |                                                                                        |                                                                                       |
| 1998-99              | 14   | 36   | .280 |                                                                                        |                                                                                       |
| 1999-00              | 35   | 47   | .427 |                                                                                        |                                                                                       |
| 2000-01              | 40   | 42   | .489 |                                                                                        |                                                                                       |
| 2001-02              | 27   | 55   | .329 |                                                                                        |                                                                                       |
| 2002-03              | 17   | 65   | .207 |                                                                                        |                                                                                       |
| 2003-04              | 43   | 39   | .529 | Програли в першому раунді                                                              | Міннесота 4, Денвер 1                                                                 |
| 2004-05              | 49   | 33   | .598 | Програли в першому раунді                                                              | Сан-Антоніо 4, Денвер 1                                                               |
| 2005-06              | 44   | 38   | .537 | Програли в першому раунді                                                              | Лос-Анджелес 4, Денвер 1                                                              |
| 2006-07              | 45   | 37   | .549 | Програли в першому раунді                                                              | Сан-Антоніо 4, Денвер 1                                                               |
| 2007-08              | 50   | 32   | .610 | Програли в першому раунді                                                              | Лос-Анджелес 4, Денвер 0                                                              |
| 2008-09              | 54   | 28   | .659 | Виграли в першому раунді Виграли в півфіналі конференції Програли в фіналі конференції | Денвер 4, Нью-Орлінс 2 Денвер 4, Даллас 1 Лос-Анджелес 4, Денвер 2                    |
| 2009-10              | 53   | 29   | .646 | Програли в першому раунді                                                              | Юта 4, Денвер 2                                                                       |
| 2010-11              | 50   | 32   | .610 | Програли в першому раунді                                                              | Оклахома-Сіті 4, Денвер 1                                                             |
| 2011-12              | 38   | 28   | .576 | Програли в першому раунді                                                              | Лос-Анджелес 4, Денвер 3                                                              |
| 2012-13              | 57   | 25   | .695 | Програли в першому раунді                                                              | Голден-Стейт 4, Денвер 2                                                              |
| 2013-14              | 36   | 46   | .439 |                                                                                        |                                                                                       |
| 2014-15              | 30   | 52   | .366 |                                                                                        |                                                                                       |
| 2015-16              | 33   | 49   | .402 |                                                                                        |                                                                                       |
| 2016-17              | 40   | 42   | .488 |                                                                                        |                                                                                       |
| 2017-18              | 46   | 36   | .561 |                                                                                        |                                                                                       |
| 2018-19              | 54   | 28   | .659 | Виграли в першому раунді Програли в півфіналі конференції                              | Денвер 4 - Сан-Антоніо 3 Портленд 4 - Денвер 3                                        |
| 2019-20              | 46   | 27   | .630 | Виграли в першому раунді Виграли в півфіналі конференції Програли в фіналі конференції | Юта 3 - Денвер 4 Лос-Анджелес Кліпперс 3 - Денвер 4 Лос-Анджелес Лейкерс 4 - Денвер 1 |
| Сума                 | 2162 | 2133 | .502 |                                                                                        |                                                                                       |
| Плейоф               | 88   | 136  | .393 |                                                                                        |                                                                                       |